# The Informant (film 1997)
The Informant è un film TV del 1997 di Jim McBride prodotto dalla Showtime, con Cary Elwes e Timothy Dalton, basato  sul libro Field of Blood di Gerald Seymour.

## Trama
Gingy è un ex terrorista dell'IRA che lavora in Irlanda mentre la sua famiglia (moglie e due figli) è rimasta a vivere a Belfast, nel quartiere di Turf Lodge. Uomini dell'IRA lo vengono a cercare per riportarlo a Belfast in quanto era l'unico che sapeva usare un RPG (lanciarazzi) per compiere un attentato contro un giudice.
Riluttante, sentendo minacciata la propria famiglia, Gingy accetta. Riconosciuto quasi subito da un militare inglese, la sera stessa viene arrestato. Inizia a girare comunque la voce, confermata al telegiornale, che ci sia stata una soffiata. L'IRA pensa che la spia sia stata un ragazzino di quattordici anni, che viene subito gambizzato.
Gingy accetta di collaborare con la polizia e testimonia contro i suoi mandanti. Viene trasferito altrove assieme alla famiglia, che però non sta dalla sua parte. È proprio per colpa della moglie che l'IRA viene a scoprire dove si trovano.
La pellicola termina proprio al momento di avvio della sua testimonianza in tribunale.

## Contesto storico
La storia non è basata su alcun fatto reale.
Mentre era in vigore la legge britannica sul pentitismo, tra il 1981 e il 1983 più di 600 persone fra protestanti e cattolici furono arrestate in base alle dichiarazioni di 16 attivisti dell'IRA e di 17 protestanti lealisti.
Di queste, ben 15 hanno ritrattato la loro testimonianza all'ultimo momento.